# Poa palustris
Poa palustris (poa de los pantanos, poa común, pasto azul)   es una especie de gramínea endémica de Asia, Europa,  Norteamérica. Es una planta forrajera y  útil para control de la erosión o revegetación.

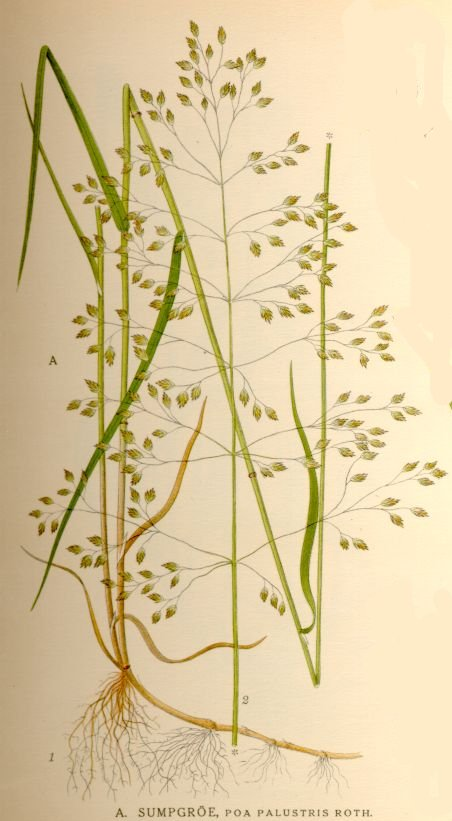
Ilustración

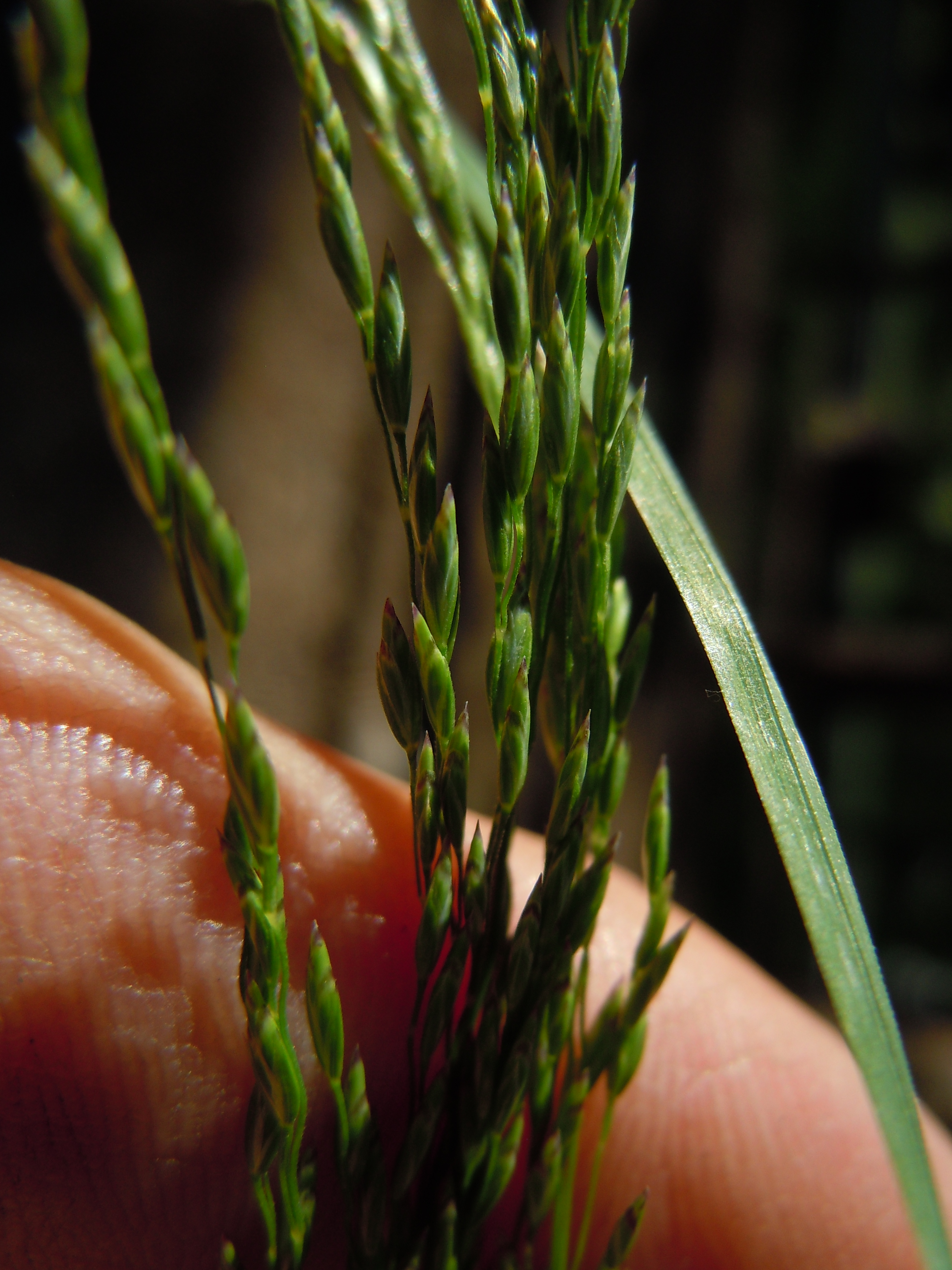
Detalle de la espiga

## Descripción
Es una planta perenne; con rizomas y estolones, hojas glabras; tiene vainas aquilladas, láminas alargadas y flexibles, suaves, verde oscuras de textura media. Es la especie más importante del género Poa, se usa en mezcla o sola. Es moderadamente susceptible a muchas enfermedades de estación fría y tiene escasa resistencia natural a insectos y a larvas. En 1948 se hacen las 1ª variedades Windor con mayor cantidad de rizomas. Victa tolera bien la sombra.

## Taxonomía
Poa palustris fue descrita por Carolus Linnaeus y publicado en Systema Naturae, Editio Decima 2: 874. 1759.
Etimología
Poa: nombre genérico derivado del griego poa = (hierba, sobre todo como forraje).
palustris: epíteto latino que significa "palustre".
Sinonimia
- Aira poiformis Willd. ex Steud.
- Paneion triflorum Lunell
- Poa abietina Schur
- Poa adspersa Drejer
- Poa angustifolia Wahlenb.
- Poa angustifolia var. fertilis (Host) Rchb.
- Poa crocata Michx.
- Poa depauperata Kit. ex Spreng.
- Poa distans Schultz
- Poa effusa Kit.
- Poa ehrhartiana B.D.Jacks.
- Poa elegans Haller f. ex Steud.
- Poa fertilis Host
- Poa hydrophila Pers.
- Poa hydrophyla Thuill. ex Steud.
- Poa janczewskii Zapal.
- Poa kamtschatica Fisch. ex Roshev.
- Poa kitaibelii Kunth
- Poa laevis Borbás
- Poa miliacea Kit.
- Poa pinetorum Klokov
- Poa pseudonemoralis Schur
- Poa riparia Wolf ex Hoffm.
- Poa rotundata Trin.
- Poa schultesii Kunth
- Poa serotina Ehrh.
- Poa strictula Steud.
- Poa triflora Gilib.
- Poa volhynensis Klokov[4]